# Szymon Fabian
Szymon Fabian (ur. 25 listopada 1803 w Poznaniu, zm. 18 kwietnia 1885 w Nowym Dworze Mazowieckim) – polski farmaceuta i filantrop. Autor pierwszego polskiego podręcznika farmacji.

## Życiorys
Studiował farmację na Uniwersytecie Warszawskim oraz w Berlinie, gdzie uzyskał stopień magistra. Kształcił się w Gdańsku. W 1833 założył w Nowym Dworze Mazowieckim aptekę, którą prowadził przez wiele lat. Założył w niej laboratorium. Fundował stypendia dla niezamożnych Polaków studiujących farmację. Napisał pierwszy podręcznik pt: "Farmacja" (2 tomy, 1835, ostatni 3 tom wydany został w 1844) wraz z Teodorem Heinrichem. Zmarł w Nowym Dworze.

## Życie prywatne
Ojciec lekarza Aleksandra oraz matematyka i fizyka Oskara.